# Petovia equatorialis
Petovia equatorialis är en fjärilsart som beskrevs av Louis Beethoven Prout 1930. Petovia equatorialis ingår i släktet Petovia och familjen mätare. Inga underarter finns listade i Catalogue of Life.